# Operacija Bakla
Operacija bakla (angleško: Operation Torch) je bila med drugo svetovno vojno prva večja anglo-ameriška vojaška operacija, v kateri so se britanske in ameriške čete izkrcale v nekdanjih francoskih kolonijah Maroko in Alžirija. Operacija, do katere je prišlo 8. novembra 1942, je imela izredno pestro politično ozadje, saj je bila nekakšen kompromis med željami Sovjetske zveze, ki je želela posredovanje zaveznikov v Evropi, ter zahodnimi zavezniki, ki so se prav takrat postavljali na noge. Poleg tega pa so se izredno neradi borili proti Francozom, ki so še do nedavnega veljali za zaveznike. Z operacijo so želeli zavezniki pregnati sile osi iz severne Afrike, vzpostaviti nadzor v Sredozemskem morju ter se za leto 1943 pripraviti za izkrcanje na Siciliji in Italiji.

## Ozadje operacije
Ozadje operacije je bilo politično izredno zapleteno. Prvič zaradi tega, ker so morali zahodni zavezniki upoštevati želje Sovjetske zveze, ki je zahtevala pričetek operacij na zahodni fronti in s tem odprtje druge fronte; ta bi razbremenila krvavo vzhodno fronto. Zavezniki v letu 1942, ko so se komaj pobirali od številnih udarcev nemške vojske, tega seveda niso mogli narediti. Zato so sprejeli kompromisni predlog, izkrcanje anglo-ameriških čet v severni Afriki. Drugi problem je bil pri Francozih. Izkrcanje naj bi potekalo v nekdanjih francoskih kolonijah Maroku in Alžiriji, katerih ozemlje je bilo nekakšno nikogaršnje ozemlje med obema vojskujočima se stranema. Tam nameščene francoske čete so bile sicer zveste vladi v Vichyju, vendar je obstajala velika verjetnost, da bodo ob prihodu zaveznikov zamenjale stran. Da bi se to tudi res zgodilo, so desant vodili Američani, saj so bili Francozi do Britancev izredno nezaupljivi potem, ko so jim ti potopili ladjevje v Mers-el-Kebiru. Tretji problem pa ni bil toliko politični kot je bil vojaški, saj se je prvič v drugi svetovni vojni zgodilo, da so morali Britanci in Američani izvesti skupno vojaško operacijo.

## Priprave na operacijo
Prvi načrti za operacijo so bili pripravljeni 9. avgusta. Za izkrcanje so določili štiri kraje: enega na atlantski obali na obmoočju Casablance, tri pa na sredozemski obali na območju Bona, Alžira in Orana. Kraji izkrcanj so bili tako za Britance kot za Američane sporni, zato je med načrtovalci napada neprestano prihajalo do trenj. Po mesecu dogovarjanj in posredovanju politike, so 5. septembra končno odločili: izkrcanje bo potekalo na treh krajih, in sicer ob Casablanci, Oranu in Alžiru. Tako bi zavezniki dobili odlične izhodiščne položaje iz katerih bi nato lahko napadli nemški afriški korpus pod poveljstvom Rommla.
Sočasno z vojaškimi pripravami so potekale tudi politične priprave, saj so morali zavezniki francoske sile prepričati naj prestopijo na njihovo stran. Pri tem je odigral pomembno vlogo francoski general Henri Giraud, ki je bil maja v bojih za Francijo ujet, vendar je pozneje pobegnil iz nemškega taborišča. V veliko pomoč zaveznikom je bil tudi generalmajor Mast, ki je zaveznikom posredoval koristne informacije. Kljub posredovanju francoskih generalov pa se vse do konca ni vedelo, kaj bodo Francozi pod vodstvom Vichyija storili.

## Operacija se začne
Prve ameriške enote so na obalo stopile 8. septembra v zgodnjih jutranjih urah. Njihove enote so se izkrcale pri Casablanci, Oranu in Alžiru. Enote generala Pattona so se izkrcala pri Casablanci, tam so naletele na močno francosko obrambo. Najbolj srditi so bili boji pri Port Lyauteyu, upiralo so se zlasti enote pod poveljstvom generala Noguesa. Nič bolje se ni zaveznikom godilo pri Oranu. Američanom se je šele 11. novembra posrečilo zavzeti mesto. V Alžiru pa je bil položaj popolnoma drugačen, saj je bil tamkajšnji poveljnik zavezniško usmerjen in je rade volje prestopil na zavezniško stran.
Z zavetniškimi vojaki pa so v severno Afriko prišli tudi že omenjeni francoski general Giraud, katerega naloga je bila, da francoske vojake prepriča, naj odložijo orožje. Njegov poziv po radiu ni imel nobenega učinka, zato je njegovo mesto prevzel general Darlan, drugi najpomembnejši človek v Vichyju. Darlan je, ko so zavezniki navezali stik z njim, prestopil na njihovo stran ter nagovoril francoske čete, naj se prenehajo upirati. Ko je to slišal maršal Petain ga je nemudoma odstavil, vendar prepozno, francoske čete so že odložile orožje. Ukaz generala Darlana je prišel v ravno pravem času, saj so se boji v Maroku začeli vedno bolj zaostrovati. Tam so imeli zavezniki 530 mrtvih, veliko izgub so imeli tudi Francozi.
Boji v Maroku in Alžiru so se končali 12. novembra, v Tuniziji pa so šele dobro začeli. V ta namen so se Američani 11., 12. in 13. novembra izkrcali vzhodno od Alžira in začeli napredovati proti Tuniziji. Šestnajstega novembra so prestopili alžirsko-tunizijsko mejo in pričeli napredovati v notranjost dežele, cilj napada je bilo glavno mesto Tunis. Nato pa so je napredovanje nenadoma ustavilo. Dan po izkrcanju zavezniških vojakov so Nemci iz Sicilije pripeljali okrepitve, neizkušene ameriške enote so trčile ob v boju prekaljene nemške divizije in doživele poraz. Nič bolje ni kazalo z vremenom, jesensko deževje je peščeni teren v severni Afriki spremenil v blato, ki je onemogočalo vsako premikanje enot. Tako se je fronta na koncu novembra in v začetku decembra ustalila. Konec decembra so zavezniki sprožili novo ofenzivo proti Nemcem, vendar zaman. Po dveh dneh so jo zaradi nemogočega vremena in blata prekinili.

## Dogodki po operaciji
Čeprav zavezniki niso pregnali sil osi iz severne Afrike, je bila operacija popolen uspeh. Izgube so bile relativno majhne: 479 mrtvih in 720 ranjenih. Lahko pa bi bile še manjše, če jih ne bi presenetil tako močen odziv francoske kolonialne vojske. Nasprotna stran je imela večje izgube: 1,346 mrtvih in 1,997 ranjenih. Na koncu so francoske sile prestopile na stran zaveznikov. Po operaciji so imeli zaveznike Nemci v pasti. Iz Alžirije so nanje pritiskale združene ameriške, britanske in francoske enote, z vzhoda pa 8. armada pod poveljstvom generala Montgomeryja. Januarja 1943 je bilo le še vprašanja časa, kdaj bodo Nemci izgubili vojno v severni Afriki. Rezultat te operacije je bila nastanek fronte, ki je potekala od Bizerte na severu pa vse do Gafse na jugu. Vojna v severni Afriki se je bližala svojemu koncu.